# Marcin Kantor
Marcin Kantor (ur. 22 kwietnia 1991) – polski siatkarz, grający na pozycji przyjmującego. Od sezonu 2018/2019 jest zawodnikiem MKS-u II Będzin.
W 2006 roku w finałowych turnieju kadetów w siatkówce plażowej z Michałem Kądziołą zostali złotymi medalistami w Ogólnopolskiej Olimpiadzie Młodzieży w Dąbrowie Górniczej. W Poznaniu w 2010 roku z Arturem Bagińskim  wystąpili w Grand Prix Polski w siatkówce plażowej, gdzie zdobyli srebrne medale.

## Sukcesy klubowe
Mistrzostwo I ligi:
- 2012

Mistrzostwo II ligi:
- 2017